# Ivan Vladimír Roháček
Ivan Vladimír Roháček (19. dubna 1909, Kysáč – 22. listopadu 1977, Bratislava) byl slovenský šachista. 
Národních a mezinárodních soutěží se účastnil v letech 1930–1949. V letech 1930, 1936 a 1939 zvítězil na mistrovstvích Slovenska v šachách.